# Затемнення за Гуро

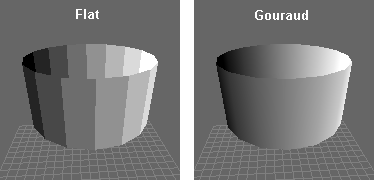
Поверхня побудована з пласким затемненням і затемненням за Гуро.

Затемнення за Гуро (англ. Gouraud shading), це інтерполяційний метод комп'ютерної графіки, який використовується для побудови неперервного градуйованого освітлення поверхонь, описаних у вигляді багатогранників або полігональної сітки з пласкими гранями.
Метод Анрі Гуро був опублікований в 1971 році.
Якщо кожна пласка грань має один постійний колір, визначений з урахуванням відображення, то різні кольори сусідніх граней дуже помітні та поверхня виглядає саме як багатогранник. Здавалося б, цей дефект можна замаскувати за рахунок збільшення числа граней при апроксимації поверхні. Але зір людини має здатність підкреслювати перепади яскравості на кордонах суміжних граней — такий ефект називається ефектом смуг Маху. Тому для створення ілюзії гладкості потрібно набагато збільшити число граней, що призводить до істотного уповільнення візуалізації — чим більше граней, тим менше швидкість малювання об'єктів.

Сфера, тонована за Гуро (мала кількість граней, виглядає не найкращим чином).

Затемнення Гуро вважається кращим за пласке затінення і вимагає значно менше обробки, ніж затемнення за Фонгом, але, як правило, призводить до гранчастого вигляду.

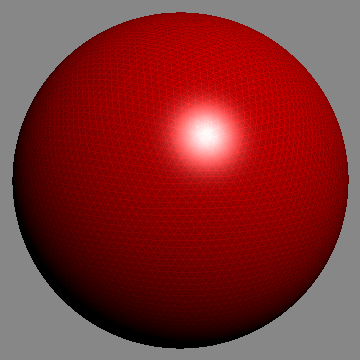
Вона ж, але зі значно більшою кількістю граней.